# 田中秀穂
田中 秀穂（たなか ひでほ、1919年5月17日 - ）は、日本の外交官。外務省中近東アフリカ局長、在フィリピン特命全権大使等を務めた。1993年4月勲二等旭日重光章受章。

## 人物
北海道札幌市出身。北海道庁立札幌第二中学校（現北海道札幌西高等学校）を経て、1943年旧制東京商科大学（一橋大学の前身）を卒業し、外務省入省。
1974年にパレスチナゲリラ及び日本赤軍の和光晴生と山田義昭の混成部隊が、シンガポール沖にあったシェル石油傘下のシンガポール・イースタン・ペトローリアム社ブクム島製油所を爆破し、警官隊と銃撃戦を展開、さらにその6日後、パレスチナ解放人民戦線が在クウェート日本大使館を占拠、石川良孝（大使）らを人質にして、和光らを送還し南イエメンへ脱出させることを日本政府に要求した事件（シンガポール・クウェート事件）に、中近東アフリカ局長として対応にあたり、人質解放後、日本政府が派遣した特別機に、犯人グループが南イエメンのアデンに脱出するまで人質の身代わりとして同乗した。
その後在ニュージーランド・ナイジェリア・フィリピン各特命全権大使を経て、退官し、東海興業社常任顧問、ASEAN協会理事。

## 経歴
- 1943年旧制東京商科大学（一橋大学の前身）卒業、外務省入省
  - 経済安定本部総裁官房連絡部経済安定事務官
  - 在インド日本国大使館二等書記官
  - 在連合王国日本国大使館二等書記官
  - 在連合王国日本国大使館一等書記官
  - 外務省情報文化局国内広報課長
- 1963年2月 在ナイジェリア日本国大使館一等書記官
- 1964年8月 ヒューストン領事
- 1965年6月 ヒューストン総領事
- 1968年12月 アジア経済協力閣僚会議日本政府代表顧問
- 1970年5月 外務省中近東アフリカ局外務参事官
- 1972年 外務省中近東アフリカ局長
- 1974年6月 外務大臣官房審議官
- 1974年7月 在ニュージーランド特命全権大使
- 1974年10月 兼在トンガ
- 1974年11月 兼在西サモア
- 1977年5月 在ナイジェリア特命全権大使
- 1979年10月 在フィリピン特命全権大使
- 1982年11月 退官

## 著作

### 著書
- 『テキサス風土記』（アルプス社、1969年）
- 『日本大使館占拠さる』（講談社、1984年9月）

### 論文等
- 「鎮圧されたスーダン・クーデター--アラブ世界の動乱」（世界週報52(33)、1971年8月17日）
- 「アフリカでの争覇戦--ソ連しのぐ中共の熱意」（世界週報52(4)、1971年1月26日）
- 「大使館の一日」（時の法令（通号362）、1960年9月3日）

### 訳書
- ジョン・キムチ著『パレスチナ現代史』（時事通信社、1974年）